# Eduard Ireland

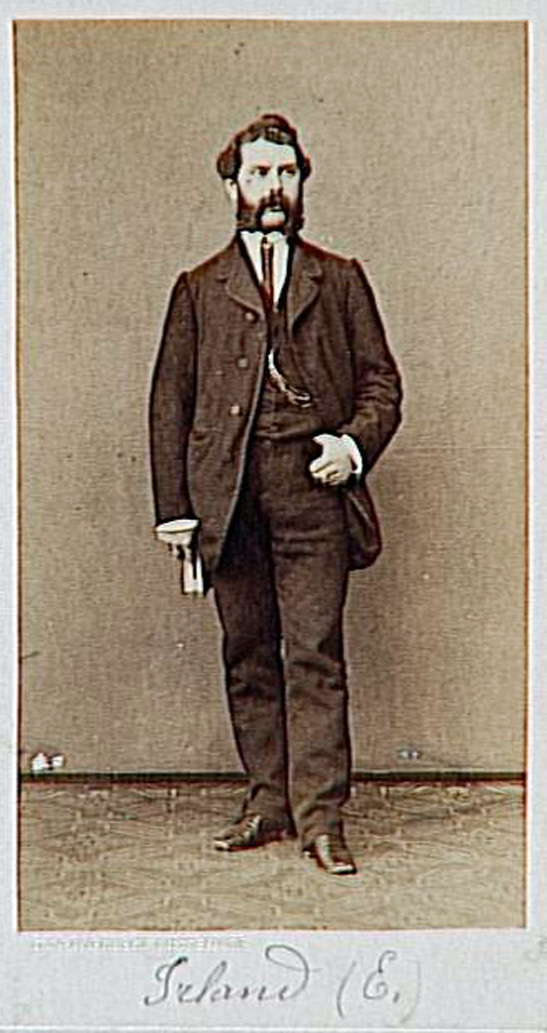
Eduard Ireland, Foto Arnold Overbeck, Gebr. G. & A. Overbeck in Düsseldorf

Eduard Allport Ireland (* vor 1830 in England; † 13. Mai 1896 in Düsseldorf) war ein englischer Landschaftsmaler, der in Düsseldorf wirkte.

## Leben

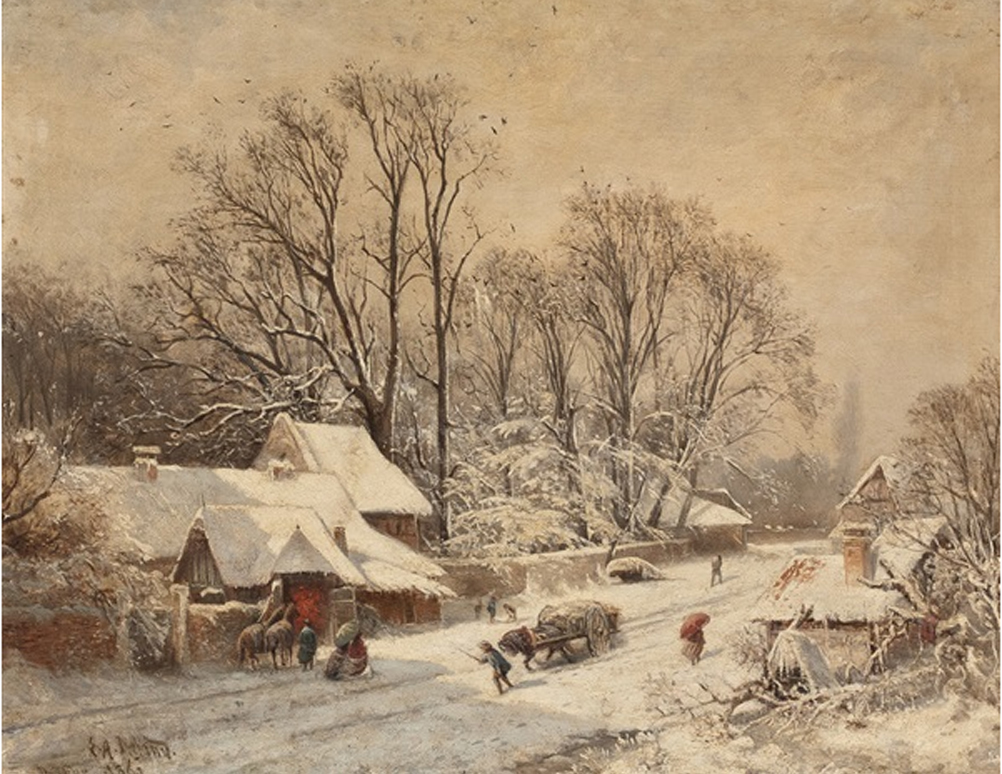
Pempelforter Straße mit Blick auf den Malkastengarten

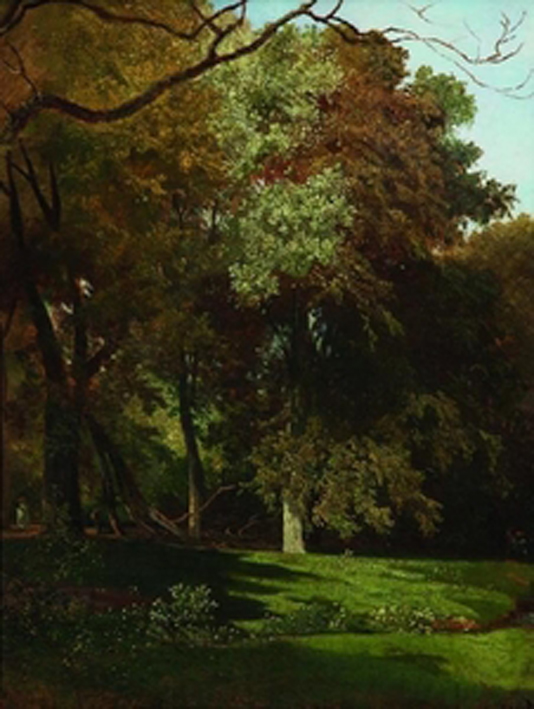
Im Park

Geboren in England ließ sich Ireland, angezogen von der Düsseldorfer Malerschule, ca. 1850 in Düsseldorf nieder. Er wohnte Mitte der 1870er Jahre mit seiner Frau und seinem Sohn Joseph (* 1875) auf der Goltsteinstraße 22. 1854 wurde er Mitglied im  Künstlerverein Malkasten, dem fast alle Düsseldorfer Maler angehörten. Ende der 1870er Jahre wurde Karl Rudolf Sohn mit Familie auf der Goltsteinstraße 23 zu seinen direkten Nachbarn.
Irelands Genre war die Landschaftsmalerei. Er widmete sich aber auch der Jagd- und Tiermalerei: Das „Deutsche Jagdmaler-Album“ von 1881, das mit dem Pseudonym „Hegewald, praktischer Jäger“, unterschrieben war, enthielt zur Eröffnung der „Internationalen Jagd-Ausstellung zu Bad Cleve“ Zeichnungen der damals lebenden Jagdmaler Deutschlands. Alle waren zugleich Illustratoren der Jagdzeitung Der Weidmann, Blätter für Jäger Und Jagdfreunde: Erste Illustrirte Deutsche Jagdzeitung. Jeder dieser 26 Künstler war mit je einer Original-Zeichnung, die er für den „Waidmann“ geliefert hatte, in Hegewalds Album mit Darstellungen, hauptsächlich Wildtierbildern, vertreten, so neben Ireland etwa auch Ludwig Beckmann, Carl Friedrich Deiker, Hugo Engl, Conrad Ermisch, Richard Friese, Otto Grashey, Ernst Henseler, Hugo Kauffmann, Christian Kröner, Guido von Maffei, Franz von Pausinger, Albert Richter, Wilhelm Simmler, Friedrich Specht, Heinrich Sperling, Ernst-Hugo von Stenglin, Arthur Thiele und Otto Vollrath.
Seine Bilder signierte er mit Eduard A. Ireland.

## Werke (Auswahl)
- Das Atelier des Malers, um 1850, Stadtmuseum Landeshauptstadt Düsseldorf[7]
- Landschaft bei Sturm, 1858[8]
- Pempelforterstraße mit Blick auf den Malkastengarten, 1860
- Die Mühle[9]
- Im Park
- Balzender Truthahn
- Porträt Ferdinand Fagerlin[10]